# Guglielmo II Crispo
Guglielmo II Crispo (ur. 1390, zm. 1463) – wenecki władca Księstwa Naksos w latach 1453-1463.

## Życiorys
Był synem założyciela dynastii Francesco I Crispo. Po upadku Konstantynopola podpisał traktat z sułtanem Mehmedem II gwarantujący niezależność jego księstwa. Pomimo tego Turcy Osmańscy domagali się od władców Archipelagu złożenia hołdu lennego. Jego następca został wnuk Francesco I Crispo - Francesco II Crispo.